# Lovö naturreservat
Lovö naturreservat är ett naturreservat i Ekerö kommun i Stockholms län.
Området är naturskyddat sedan 2014 och är 3 228 hektar stort. Reservatet omfattar större delarna av öarna Lovö, Kärsö, Fågelön och omgivande öar och holmar (Lovö socken).  Reservatet består av levande odlingslandskap, parklandskap, ädellövskog, naturbetesmark och naturskog.